# Делфи
Делфи (грчки: Δελφοί - Delphoi) су археолошко налазиште и савремени град у Грчкој. Због своје изузетне историјске важности од 1987., године ово археолошко налазиште се налази под заштитом Унеска. 
У античка времена били су пребивалиште Питија, свештеница Аполоновог храма. Делфи су поштовани широм грчког света као место ομφαλός (omphalos) камена, центра света. У унутрашњости εστία (hestia), или срцу храма делфског Аполона (Απόλλων Δελφίνιος - Apollon Delphinios), горео је (вечни пламен) (άσβεστος φλόγα). После битке код Платеје, грчки градови су угасили своје ватре и донели су нову ватру из срца Грчке, Делфа. У причама о оснивању неких грчких колонија, оснивачи су прво посвећивани у Делфима.

## Локација и историја
На падини планине Парнас, између две стене, у оквиру полукружне избочине познате као Фердијаде, лежи панхеленско светилиште Делфи, најпознатије пророчиште старе Грчке. Делфе су стари Грци сматрали центром света. По митологији, ту су се срела два орла које је послао Зевс са супротних страна универзума, који је требало да пронађу његов центар. Светилиште Делфа је у спектакуларном пејзажном окружењу и дуго векова је било верски и културни центар, као и симбол јединства хеленског света. У самом почетку, Делфи су били посвећени мајци Геји, а чувала их је страшна змија Питон, коју је касније убио Аполон. Аполоново светилиште су овде изградили Крићани, који су стигли у Киру, делфску луку у Коринтском заливу, удаљену петнаестак километара југозападно од Делфа, у пратњи бога који је имао форму делфина. Овај мит је преживео у играма које су се играле на многим делфијским фестивалима, као што су Септеријон, Делфинија, Таргелија и наравно, у познатом фестивалу Питија, који је славио смрт змије Питона, а који су чинила музичка и атлетска такмичења.
Најранија археолошка налазишта у области Делфа, а која датирају из неолитског периода (четвртог миленијума пре нове ере), долазе из пећине Корикејон Андрон која се налази у Парнасу, где су пронађени остаци првих ритуала. У светилишту су откривена боравишта и гробље Микенске културе, (други миленијум пре нове ере), али су остаци веома ретки и фрагментирани све до осмог века пре нове ере, момента када је успостављен култ Аполона и када почиње развој светилишта и пророчишта. У шестом веку пре нове ере је верски и политички утицај места проширен на целу Грчку, али и остатак познатог света, одакле су ходочасници долазили како би добили благослов од Питије, Аполонове свештенице.

## Аполон
Име Delphoi је повезано с δελφός delphus „материца“ и можда указује на обожавање богиње земље на том месту. Аполон је повезан с овим местом својим епитетом Δελφίνιος Delphinios, „Делфски“, т. ј. „из Делфа“, или „из материце“. Епитет је повезан с делфином („рибом с материцом“) у хомерској Химни Аполону (Εις Απόλλωνα Πύθιον, 400), која каже како је Аполон први пут дошао у Делфе у облику делфина, носећи крићанске свештенике на леђима.
Друга легенда каже да је Аполон дошао у Делфе са севера и зауставио се у Темпеу, граду у Тесалији да убере ловор, биљку која му је посвећена. У знак сећања на ову легенду, победници Питијских игара награђивани су ловоровим венцем убраним у Темпеу.
Делфи су били место великог храма посвећеног Аполону Фебу, Питијских игара и познатог пророчишта. Чак и у римско време било је стотине вотивних статуа, које је описао Плиније Млађи а видео их је и географ Паусанија.
Кад је био млад, Аполон је убио хтоничну змију Питона, који је живео крај Касталијанског потока, зато што је, по некима, покушао да силује Лето која је била трудна с Аполоном и Артемидом. Овај поток је одавао испарења због којих је пророчиште у Делфима давало претсказања. Аполон је убио Питона али је морао бити кажњен због тога, јер је Питон био Гејино дете. Светилиште посвећено Аполону је вероватно првобитно било посвећено Геји, а после Посејдону. Пророчиште је у то време прорицало будућност на основу жуборења воде и шуштања лишћа.

## Пророчица
Прва пророчица је била општепозната као Сибила, иако је њено име било Херофила. Она је своја предсказања певала, а добијала их је од Геје. Касније, „Сибила“ је постала титула која је давана свакој свештеници "Sibyl" која је прорицала. Сибила би седела на „сибилској стени“, удишући испарења из земље и давала своја често збуњујућа предсказања. Паусанија је тврдио да је Сибила рођена из везе човека и богиње, кћерке морског чудовишта и бесмртне нимфе. Други су говорили да је она Аполонова сестра или кћерка. Трећи тврде да је Сибила црпла снагу првобитно од Геје, која је предала пророчиште Темиди, а ова Фебу. Плутарх наводи да је пророчица седела на троношцу, што је био симбол Аполонове присутности, да је жвакала ловоров лист и падала у занос испуштајући неразумљиве гласове, да би свештеници који су били присутни давали тумачење.
Пророчица је имала значајан утицај широм Грчке, и консултована је пре сваког важнијег подухвата: ратова, оснивања колонија и сл. Она је поштована и у полу-хеленистичким земљама у околини Грчке, као што је Лидија, Карија, чак и Египат. Крез, владар Лидије тражио је савет од Делфа пре него што је напао Персију, и према Херодоту добио је одговор: „ако то урадиш, уништићеш велико царство.“ Крез је сматрао да је одговор повољан и кренуо у рат, али је био поражен (а његово царство је, наравно, уништено).
Такође се сматра да је пророчица објавила да је Сократ најмудрији човек у Грчкој, на шта је Сократ рекао да ако је тако, то је због тога што је свестан свог незнања. Ова тврдња повезана је с најчувенијим геслом Делфа, за који је Сократ рекао да га је овде научио, Gnothi Seauton (Γνώθι Σεαυτόν): „упознај себе самог“. Други познати мото Делфа је Meden Agan (Μηδέν Άγαν): „ништа превише“.
У 3. веку после Христа, пророчица је, вероватно поткупљена, изјавила да бог овде више неће говорити.
Аполонов храм у Делфима изградили су Тропоније и Агамед.

## Ризнице
Од самог улаза у налазиште, па уз падину скоро до самог храма, налази се велики број вотивних статуа и бројне ризнице. Њих су подизале разне државе – прекоморске, као и оне с грчког копна, да би обележиле победе и захвалиле се пророчишту за корисне савете. Најимпресивнија је данас рестаурирана Ризница богиње Атине, која је подигнута у знак сећања на атинску победу у Маратонској бици. Атињанима је пророчица такође саветовала да имају веру у у своје „дрвене зидове“ – схвативши да је пророчица мислила на њихове бродове, добили су познату битку код Саламине. Друга импресивна ризница је посвећена граду Сифносу, у којој је нагомилано велико богатство из рудника сребра и злата.

## Толос
Толос на светилишту Атине Пронеје је кружна грађевина изграђена између 380. и 360. п. н. е. Она се састоји од 20 дорских стубова распоређених у пречнику од 14,76 m, с 10 коринтских стубова унутра. Толос се налази око 800 m од главних руина у Делфима. Три дорска стуба су рестаурирана, а то је данас најпопуларније место у Делфима за фотографисање туриста.

## Данашњи Делфи
Данашњи Делфи или Delfoi налази се западно од археолошког налазишта. Поред њега пролази модеран ауто-пут који повезује Амфису са Итејом и Араховом. Главна улица је двосмерна. У Делфију постоји школа, лицеј и трг (plateia). Општина укључује и место Хрисо, које се у античко доба звало Криса.